# Râul Căsuța Mare
Râul Căsuța Mare este un curs de apă, afluent al râului Săuzeni. 